# Distretto di Aizawl
Il distretto di Aizawl è un distretto del Mizoram, in India, di 339 812 abitanti. Il capoluogo è Aizawl.